# Swattenden
Swattenden – wieś w Anglii, w hrabstwie Kent, w dystrykcie Tunbridge Wells. Leży 22 km na południe od miasta Maidstone i 66 km na południowy wschód od centrum Londynu.